# Lingue paleosiberiane
Le lingue paleosiberiane, a volte chiamate anche paleoasiatiche, sono una famiglia linguistica che ha la funzione di "contenitore" di alcune lingue isolate dell'Asia settentrionale, che discendono da antichi idiomi aventi una protolingua distinta sia da quella nostratica che da quella dene-caucasica. Si tratta infatti di idiomi precedenti all'arrivo delle lingue uralo-altaiche e delle lingue ienisseiane. La protolingua di queste arcaiche lingue, il paleosiberiano, sarebbe stata parlata in Siberia 10 000 anni prima di Cristo, alla fine del Paleolitico.
Le lingue che comunemente vi si includono sono:
- lo jukaghiro;
- il giliako o nivkh (detto anche nivchen);
- le lingue ciukotko-kamciatke.

Lo jukaghiro potrebbe appartenere alle lingue uraliche.